# Centris carrikeri
Centris carrikeri är en biart som beskrevs av Cockerell 1919. Centris carrikeri ingår i släktet Centris och familjen långtungebin. Inga underarter finns listade.